# Telecine

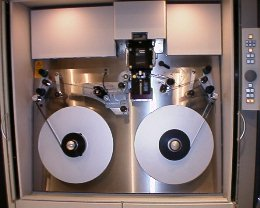
SDC-2000 Spirit DataCine Film Deck

El telecine és un procés per convertir a un estàndard de TV, una imatge registrada en un suport fotoquímic, una imatge sobre pel·lícula cinematogràfica, una imatge electrònica o una imatge de vídeo. També rep el nom de telecine l'equipament mecànic que s'usa amb aquesta finalitat.
Cal convertir les pel·lícules que s'han produït sobre cel·luloide per poder emetre-les per televisió. De fet, la paraula telecine prové de la contracció de televisió i cinema.També cal realitzar aquest procés per poder publicar una pel·lícula cinematogràfica sobre suports electrònics com discs DVD o discs Blu-ray. i poder-los veure amb equips de vídeo estàndard, com ara televisors, reproductors de vídeo cassette (VCR), equips de Home-Cinema o fins i tot en els ordinadors. Inicialment, això va permetre a les emissores de televisió produir programes fent servir pel·lícules, normalment de 16 mm, i que després transmetien en el mateix format i qualitat que les altres formes de producció televisiva
Una altra de les possibilitats que ofereix el telecine és la de poder manipular, mitjançant sistemes electrònics, la imatge filmada prèviament sobre suport fotoquímic, durant la fase de postproducció. En aquest cas, el telecine s'efectua escanejant les imatges per poder obtenir un resultat d'alta qualitat que, més tard, pugui tornar a ser transferit a suport cel·luloide mantenint la qualitat original de rodatge.

## Història
Les emissores de televisió van ser les primeres empreses que van realitzar conversions telecine. Per fer-ho van començar utilitzant projectors de cinema combinats amb una petita pantalla de cristall esmerilat on es projectava la imatge que era recollida per una càmera de televisió. Aquests primers equips eren de mala qualitat i exigien una permanent atenció per part dels equips tècnics de les emissores que es veien obligats a ajustar manualment la brillantor i el contrast de la imatge electrònica, molt menys tolerant que la fotoquímica a condicions d'il·luminació extremes.
Els sistemes PAL i SECAM treballen a 25 ips. Per convertir aquests sistemes el més habitual és accelerar la pel·lícula directament per passar de 24 a 25 imatges per segon. El so s'accelera també, el que augmenta el to lleument (un 4%), encara que no sol ser un problema greu.
El sistema NTSC, en treballar a 30 ips per segon, obliga a efectuar una sèrie de processos més complexos per realitzar la conversió, ja que si s'augmentés simplement la velocitat de projecció es produirien distorsions -imatge molt més ràpida i so molt més agut- intolerables. Per això es fa servir un sistema anomenat pulldown per adaptar la velocitat de 24 ips a 30 ips (60 FPS).
En l'actualitat s'usen altres tecnologies de telecine molt més sofisticades que permeten efectuar transferències electròniques de pel·lícules sobre cel·luloide. Aquests sistemes processen les imatges digitalment perquè sempre hi hagi un bon equilibri entre llum i ombres, i un color correcte.
En l'actualitat s'usen un altre tipus de telecine molt més sofisticats que permeten efectuar transferències electròniques de pel·lícules sobre cel·luloide. Aquests sistemes processen les imatges digitalment perquè sempre hi hagi un bon equilibri entre llum i ombres, i un color correcte.
Però el telecine no només es va utilitzar per a l'emissió de pel·lícules. També es va utilitzar per a la realització de programes de televisió, normalment rodats en exteriors, ja que existien reticències a utilitzar les càmeres de televisió fora dels platós llevat que es tractés d'una emissió en directe. D'aquesta manera era molt corrent, sobretot en sèries de televisió que combinaven interiors i exteriors, que es barregessin en una mateixa producció imatges de vídeo amb imatges provinents de telecine. També era corrent l'ús del telecine en els primers temps de la televisió en color en alguns països on la utilització de càmeres de cinema en color era més barata i va arribar abans que la utilització de càmeres de televisió en color, amb el qual els primers programes en color es realitzaven íntegrament emprant el telecine.

## Pulldown

### Diferències de velocitat d'imatge
La part més complexa del telecine és la sincronització del moviment de la pel·lícula mecànica i del senyal de vídeo electrònic. Cada vegada que el vídeo (tele) part del telecine mostra la llum electrònicament, la part de la pel·lícula (cine) del telecine ha de tenir un quadre en perfecte registre i llest per fotografiar. Això és relativament fàcil quan es fotografia la pel·lícula amb la mateixa velocitat de fotograma que mostra la càmera de vídeo, però quan això no és cert, cal un procediment sofisticat per canviar la velocitat de fotogrames.
Per evitar problemes de sincronització, els laboratoris de més alt nivell utilitzen ara un sistema d'escaneig en lloc del sistema de telecine. Això els permet escanejar un quadre diferent de vídeo digital per a cada fotograma de la pel·lícula, proporcionant una qualitat superior a la que podria aconseguir un sistema de telecine. Normalment, els millors resultats s'aconsegueixen utilitzant un algorisme d'interpolació suavitzant en lloc d'un algoritme de duplicació de quadres (com pulldown de 3:2, etc.) per ajustar les diferències de velocitat entre el percentatge de pel·lícules i el de vídeo.
Problemes similars es produeixen quan s'utilitza la sincronització vertical per evitar el tearing, que és un problema diferent que es dona quan les taxes d'imatge no coincideixen.

### Pulldown 2:2
Als països que utilitzen els estàndards de vídeo PAL o SECAM, la pel·lícula destinada a la televisió es fotografia a 25 fotogrames per segon. L'estàndard de vídeo PAL emet a 25 fotogrames per segon, de manera que la transferència de pel·lícula a vídeo és senzilla; per a cada quadre de pel·lícula, es captura un quadre de vídeo.
Les pel·lícules originalment filmades a 24 fotogrames/s es mostren a 25 fotogrames/s. Tot i que normalment no es nota en la imatge (però pot ser més notable durant les escenes d'acció, sobretot si es filmen a imatges baixes), l'augment del 4% de la velocitat de reproducció provoca un augment lleugerament notable del to d'àudio de poc més de 0.679 semitons, que de vegades es corregeix amb un canvi de velocitat, tot i que el canvi de to és una innovació recent i substitueix un mètode alternatiu de telecine per a formats de 25 fotogrames.
El pulldown 2:2 també s'utilitza per transferir espectacles i pel·lícules, filmats a 30 fotogrames per segon, a vídeo NTSC, que té una velocitat d'exploració de 60 Hz. (com p.e. Friends i Oklahoma! -1955),
Tot i que l'augment de velocitat del 4% ha estat normal des dels primers temps de la televisió PAL i SECAM, recentment una nova tècnica ha guanyat popularitat, i la velocitat i el to de la presentació en telecine resultants són idèntiques a la de la pel·lícula original.
Aquest mètode de pulldown s'utilitza de vegades per tal de convertir material de 24 fotogrames/s en 25 quadres. Normalment, es tracta d'una transferència de pel·lícula a PAL sense el 4% d'acceleració esmentat anteriorment. Per a pel·lícules a 24 fotogrames/seg, hi ha 24 fotogrames de pel·lícula per cada 25 fotogrames de vídeo PAL. Per adaptar-se a aquesta discrepància en la taxa de fotogrames, s'han de distribuir 24 quadres de pel·lícula en 50 camps PAL. Això es pot aconseguir inserint un camp pulldown cada 12 fotogrames, de manera que es difonen efectivament 12 fotogrames de pel·lícula en 25 camps (o "12,5 fotogrames") de vídeo PAL. El mètode utilitzat és 2:2:2:2:2:2:2:2:2:2:2:2 (Euro) pulldown (vegeu més avall).
Aquest mètode va sorgir per la frustració amb les bandes sonores que quedaven més ràpides i agudes i que tradicionalment van acompanyar les pel·lícules transferides al públic PAL i SECAM. Algunes pel·lícules comencen a ser convertides d'aquesta manera. És especialment indicat per a pel·lícules on la banda sonora té una importància especial.
Quan una emissora de televisió d'una regió NTSC emet una pel·lícula o un espectacle que utilitza una versió/ impressió PAL, però que s'emet en format NTSC, de vegades no realitzen la conversió pulldown PAL a NTSC o es realitza de manera incorrecta. Això fa que el programa s'acceleri lleugerament i/o soni més fort, a causa del ritme més ràpid de les línies PAL 576 línies/50 Hz vs. el format NTSC 480 línies/60 Hz.

### Pulldown 2:3
Als Estats Units i en altres països on la televisió utilitza la freqüència d'exploració vertical de 59,94 Hz, el vídeo s'emet a 29,97 FPS. Perquè el moviment de la pel·lícula es mostri amb precisió en el senyal de vídeo, un telecine ha d'utilitzar una tècnica anomenada pulldown 2:3 per convertir de 24 a 29,97FPS (també es coneix com a pulldown 3:2, dons només hi ha un frame de diferència). El terme "pulldown" prové del procés mecànic de "estirar" (moure físicament) la pel·lícula cap avall dins de la part de la pel·lícula del mecanisme de transport, per avançar-la d'un quadre al següent amb un ritme repetitiu (nominalment 24 fotogrames). Això es fa en dos passos. El primer pas és retardar el moviment de la pel·lícula entre 1/1000 i 23,976 FPS. La diferència de velocitat és imperceptible per a l'espectador. Per a una pel·lícula de dues hores, el temps de reproducció s'amplia per 7,2 segons. El segon pas del pulldown 2:3 és distribuir quadres de cinema en camps de vídeo. A la velocitat de 23.976 FPS, hi ha quatre fotogrames de pel·lícula per cada cinc fotogrames a 29,97 FPS:
{\displaystyle {\frac {23.976}{29.97}}={\frac {4}{5}}}
Aquests quatre fotogrames "s'estiren" fent-ne cinc aprofitant la naturalesa entrellaçada del Vídeo de 60 Hz. Per a cada fotograma, en realitat hi ha dos quadres o camps incomplets, un per a les línies senars de la imatge i un per a les línies parells. Hi ha, per tant, deu camps per cada quatre quadres de vídeo, que s'anomenen A, B, C i D. El telecine posa alternativament un quadre "A" enmig de dos camps, un quadre B enmig de tres camps, un quadre C enmig de dos camps i un quadre D enmig de tres camps. Es pot escriure com A-A-B-B-B-C-C-D-D-D or 2-3-2-3 o simplement 2-3. El cicle es repeteix completament després d'exposar quatre quadres de la pel·lícula:

### Pulldown 3:2
El patró "3:2" és idèntic al patró "2:3" mostrat anteriorment, excepte que es desplaça un quadre. Per exemple, un cicle que comença amb el quadre de la pel·lícula B produeix un patró de 3:2: B-B-B-C-C-D-D-D-A-A or 3-2-3 o simplement 3-2. És a dir, no hi ha diferències entre els patrons 2-3 i 3-2. De fet, la notació "3-2" és enganyosa perquè, segons els estàndards SMPTE per a cada seqüència de pel·lícula de quatre quadres, el primer quadre s'escaneja dues vegades i no tres vegades.

### Altres patrons de pulldown
S'han d'utilitzar tècniques similars per a les pel·lícules rodades amb "velocitats silencioses" de menys de 24 FPS, que inclouen formats de pel·lícules casolanes (l'estàndard per a pel·lícules estàndard de 8 mm va ser de 16 FPS i 18 FPS per a pel·lícula de Super 8 mm). pel·lícula muda (que en 35 el format mm normalment era de 16 FPS, 12 FPS, o fins i tot inferior).
- 16 FPS (en realitat, 15.985) a NTSC 30 quadre/s (en realitat 29,97): el pulldown ha de ser 3:4:4:4
- 16 FPS a PAL 25: el pulldown ha de ser de 3:3:3:3:3:3:3:4 (una millor opció seria passar la pel·lícula a 16.67 FPS, simplificant el desplaçament a 3:3)
- 18 FPS (realment 17.982) a NTSC 30: el pulldown ha de ser de 3:3:4
- 20 FPS (en realitat 19.980) a NTSC 30: el pulldown ha de ser de 3:3
- 27,5 FPS a NTSC 30: el pulldown ha de ser de 3:2:2:2:2
- 27,5 FPS a PAL 25: el pulldown ha de ser 1:2:2:2:2

També s'han descrit altres patrons que fan referència a la conversió progressiva de la velocitat de fotograma necessària per visualitzar un vídeo de 24 quadres (per exemple, des d'un reproductor de DVD) en una pantalla progressiva (per exemple, LCD o plasma):
- 24 FPS a 96 FPS (repetició de quadres 4x): el pulldown és 4:4
- 24 FPS a 120 FPS (repetició de quadre 5x): el pulldown és de 5: 5
- 24 FPS fins a 120 FPS (3:2 pulldown seguit de 2 x desentrellaçament): el pulldown és 6:4

## Judder
En el cas de voler veure escenes filmades a 24 FPS en el món NTSC, el procés telecine emprat, el "pulldown 2:3" crea un petit error en el senyal de vídeo respecte amb els quadres de pel·lícules originals, que, quan la càmera (o algun element de l'acció) es mou lentament, provoca unes lleugeres "sacsejades" (en anglès "judder") a la imatge de vídeo, al voltant de dues vegades per segon. Al reproduir en PAL material en el qual s'hi havia aplicat un pulldown de 2:3, per haver estat convertit a vídeo NTSC, té un problema semblant denominat pulldown invers. El procés de pulldown s'il·lustra a la següent imatge

Aquesta és una de les raons per les quals les pel·lícules visualitzades en un equip NTSC típic de casa poden no aparèixer tan uniformes com les visualitzades en un cinema i en equips domèstics PAL. El fenomen és particularment evident durant els moviments de càmera lents i estables que apareixen lleugerament desiguals quan s'ha fet una conversió amb telecine. Aquest fenomen (artifact) es coneix generalment amb el nom de telecine judder. A l'apartat següent es discuteix el telecine invers o pulldown 2:3 invers.
El material PAL en el qual s'hi havia aplicat un pulldown de 2:3, per haver estat convertit de film a NTSC, té una similar manca de suavitat, encara que aquest efecte no s'anomena normalment "telecine judder". Efectivament, cada dotzè quadre de pel·lícula es mostra durant la durada de tres camps PAL (60 mil·lisegons), mentre que els altres 11 quadres es mostren cadascun durant la durada de dos camps PAL (40 mil·lisegons). Això provoca un lleuger "singlot" al vídeo al voltant de dues vegades per segon, que es coneix com a "Euro pulldown" ja que afecta àmpliament les conversions fetes per als territoris europeus.

### Telecine invers (IVTC o pulldown invers)
Alguns reproductors de DVD, reproductors Blue Ray i gravadors de vídeo personals estan dissenyats per detectar i eliminar el pulldown de 2:3 de les fonts de vídeo convertides, reconstruint així els quadres de pel·lícula de 24 fotogrames. Aquesta tècnica es coneix com a telecine "invers". Els avantatges del telecine invers inclouen la visualització no entrellaçada de gran qualitat en dispositius de pantalla compatibles i l'eliminació de dades redundants amb finalitats de compressió.
El telecine invers és crucial per poder processar material de cine en un sistema digital d'edició no lineal com ara Lightworks, Sony Vegas Pro, Avid o Final Cut Pro, ja que aquestes màquines produeixen llistes de tall negatiu que fan referència a quadres específics del material original. Quan el vídeo d'un telecine s'ingereix en aquests sistemes, l'operador sol disposar d'un "traçat de telecine" en forma d'un fitxer de text, que dona la correspondència entre el material de vídeo i l'original de la pel·lícula. Alternativament, la transferència de vídeo pot incloure marcadors de seqüències de telecine "cremats" a la imatge de vídeo juntament amb altres dades d'identificació, com ara el codi de temps.
També és possible, però més difícil, realitzar telecine invers sense conèixer prèviament on es troba cada camp de vídeo en el patró pulldown 2:3. Aquesta és la tasca de la majoria d'equips de consum, com ara els reproductors de DVD i els gravadors de vídeo personals. Idealment, només cal identificar un camp únic, la resta seguint el patró en pas de bloqueig. No obstant això, el patró pulldown 2:3 no necessàriament es manté constant durant tot el programa. Les edicions realitzades en material de pel·lícula després de la sortida de 2:3 poden introduir "salts" en el patró si no es té cura de preservar la seqüència de fotogrames original (això passa sovint durant l'edició de programes de televisió i anuncis en format NTSC). La majoria dels algoritmes de telecine invers intenten seguir el patró 2:3 utilitzant tècniques d'anàlisi d'imatges, per exemple, buscant camps repetits.
Algorismes que realitzen l'eliminació de desplaçament 2:3 també realitzen la tasca de desentrellaçar. És possible determinar algorísmicament si el vídeo conté un patró pulldown 2:3 o no i fer un telecine invers (en el cas del vídeo d'origen cinematogràfic) o desentrellaçar (en el cas de fonts de vídeo natives).

## Sistemes de telecine

### CCD Line array

Les parts d'un escàner CCD: (A) bombeta de xenó; (B) pla de la pel·lícula; (C) i (D) prismes i / o miralls dicroics; (E), (F) i (G) vermells, verds i blaus sensibles al blau.

L'empresa Robert Bosch GmbH, Fernseh Div., Que més tard es convertiria en BTS inc. - Sistemes de vídeo digital de Philips, Grass Valley de Thomson i finalment DFT Digital Technology va introduir el primer telecine CCD del món (1979), el FDL-60. El FDL-60 dissenyat i fabricat a Darmstadt, Alemanya Occidental, va ser el primer telecine amb tecnologia d'estat sòlid.
Rank Cintel (ADS telecine 1982) i Marconi Company (1985) van fer CCD Telecines per un curt període. El telecine del model Marconi B3410 va vendre 84 unitats durant un període de tres anys i indirectament Marconi encara dona manteniment.
En un dispositiu de telecontrol de la línia CCD del sensor CCD, una llum "blanca" passa a través de la imatge de la pel·lícula exposada en un prisma, que separa la imatge dels tres colors primaris, vermell, verd i blau. Cada raig de llum de color es projecta a un CCD diferent, un per a cada color. El CCD converteix la llum en impulsos elèctrics que l'electrònica de la telecine modula en un senyal de vídeo que es pot gravar en cinta de vídeo o emissió.

### Càmeres de vídeo que generen vídeo, telecine i "film look"
Algunes càmeres de vídeo professionals i càmeres de vídeo de consum són capaces de gravar a "24 FPS" progressiu o "23.976 FPS". Aquest vídeo té característiques de moviment semblants al cinema i és el component principal de l'anomenada " aparença de pel·lícula ".
Per a la majoria de càmeres "24 FPS", el procés de pulldown virtual 2:3 es fa dins de la càmera. Tot i que la càmera està capturant un quadre progressiu al CCD, igual que una càmera de pel·lícula, llavors s'imposa un entrellaçat a la imatge per gravar-la en una cinta per poder-la reproduir en qualsevol televisor estàndard. No totes les càmeres manegen el format "24 FPS" d'aquesta manera, però moltes ho fan.
Les càmeres que registren 25 fotogrames(s) (PAL) o 29,97 FPS (NTSC) no necessiten utilitzar pulldown de 2:3, ja que cada quadre progressiu ocupa exactament dos camps de vídeo. A la indústria del vídeo, aquest tipus de codificació es denomina quadre segmentat progressiu (PSF). PsF és conceptualment idèntic al pulldown 2:2, només que no hi ha cap original de la pel·lícula que s'hagi de transferir.

## Televisió digital i alta definició
La televisió digital i els estàndards d'alta definició ofereixen diversos mètodes per codificar material de pel·lícula. En formats de 50 FPS, com ara 576i50 i 1080i50, poden incloure contingut de pel·lícules utilitzant un 4% d'augment de velocitat com PAL. Els formats entrellaçats 59.94 FPS, com ara 480i60 i 1080i60, utilitzen la mateixa tècnica de pulldown de 2:3 que NTSC. En formats progressius de 59.94 FPS, com ara 480p60 i 720p60, es repeteixen quadres sencers (en lloc de camps) amb un patró de 2:3, aconseguint la conversió de velocitat de quadres sense entrellaçar i els seus artefactes associats. Altres formats, com ara 1080p24, poden decodificar material de pel·lícula a la seva taxa nativa de 24 o 23.976 FPS
Tots aquests mètodes de codificació s'utilitzen fins a cert punt. Als països PAL, els formats de 25 quadres segueixen sent la norma. Als països NTSC, la majoria de les emissions digitals de material progressiu de 24 quadres, tant d'alta definició com d'alta, continuen utilitzant formats entrellaçats amb pulldown de 2:3, tot i que ATSC permet formats progressius originals de 24 i 23.976 quadres per oferir la millor imatge qualitat i eficiència de codificació, i són àmpliament utilitzats en la producció de pel·lícules i vídeos d'alta definició. Avui en dia, la majoria de proveïdors de televisors HD venen televisors LCD en països de NTSC/ATSC capaços de Taxes de refrescament de 120Hz o 240Hz i conjunts de plasma capaços de 48, 72 o 96 Actualització de Hz. Quan es combinen amb una font compatible amb 1080p24 (com ara la majoria de reproductors de discos Blu-ray), alguns d'aquests conjunts poden mostrar contingut basat en pel·lícules utilitzant un esquema de distribució múltiple de 24, evitant així els problemes associats amb 2:3 pulldown o el 4% de velocitat utilitzada als països PAL. Per exemple, un 1080p 120Hz El conjunt que accepta una entrada de 1080p24 pot aconseguir un pulldown de 5:5 repetint simplement cada fotograma cinc vegades i, per tant, no produeix artefactes d'imatge associats amb el sistema de telecine.

## Gate weave
L'efecte "gate wave", conegut en aquest context com "telecine weave" o "telecine wobble", és un artefacte característic de la digitalització en temps real del telecine, causat pel moviment de la pel·lícula dintre de la porta de la màquina de telecine. S'han provat nombroses tècniques per minimitzar el "gate wave", utilitzant tant les millores en el maneig de les pel·lícules mecàniques com en el postprocès electrònic. Els sistemes de telecine d'exploració de línies són menys vulnerables a la velocitat màxima que les màquines amb portes convencionals de pel·lícules. Alguns efectes "gate wave", són inherents a la pel·lícula cinematogràfica, ja que es va generar dins de la càmera de cinema original: les tècniques modernes d'estabilització de la imatge digital poden eliminar tant el "gate wave" de la porta del telecine com de l'escàner.

## Telecine soft i hard
Sobre suport DVD, el material convertit pot ser generat mitjançant telecine hard o bé telecine soft. En el cas del telecine hard, el vídeo s'emmagatzema en el DVD amb una taxa de reproducció (29,97 FPS per al NTSC, 25 FPS per al PAL), utilitzant els fotogrames de telecine tal com es mostra a la imatge. En el cas del telecine soft, les imatges s'emmagatzemen al DVD a la velocitat del cine (24 o 23,976 FPS) en el format progressiu original, amb marques especials inserides al flux de vídeo MPEG-2 que demanen al reproductor de DVD que repeteixi determinats camps per tal d'aconseguir el pulldown necessari durant la reproducció. Els reproductors de DVD d'exploració progressiva ofereixen, a més a més, una sortida a 480 p mitjançant l'ús d'aquests indicadors per tal de duplicar frames en lloc de camps. Els DVD de NTSC solen ser de telecine soft, tot i que existeixen DVDs de baixa qualitat En el cas de DVD PAL que utilitza un pulldown de 2:2, la diferència entre el telecine soft i el telecine hard desapareix, i ambdós poden considerar-se iguals. En el cas dels DVD PAL que utilitzen pulldown de 2:3, es pot aplicar un telecine tant soft com hard..
El Blu-ray ofereix suport natiu de 24 FPS, cosa que permet una cadència de 5:5 a la majoria de televisors moderns.

## Galeria

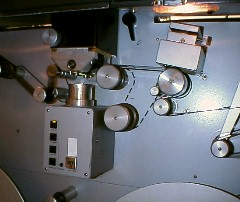
Bosch Fernseh FDL 60 Telecine Film Deck i Lens Gate
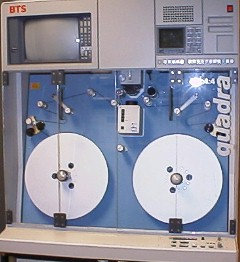
Quadra Telecine Film Deck
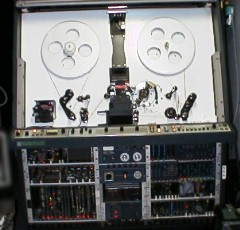
Classificació Cintel Mark 3 Telecine
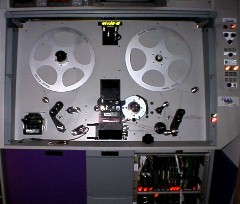
Cintel URSA Diamond Telecine
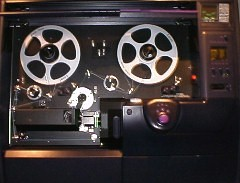
Cintel C-Reality Film Deck Telecine
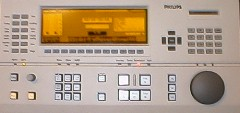
Tauler de control funcional del SDC-2000 Spirit DataCine-FCP
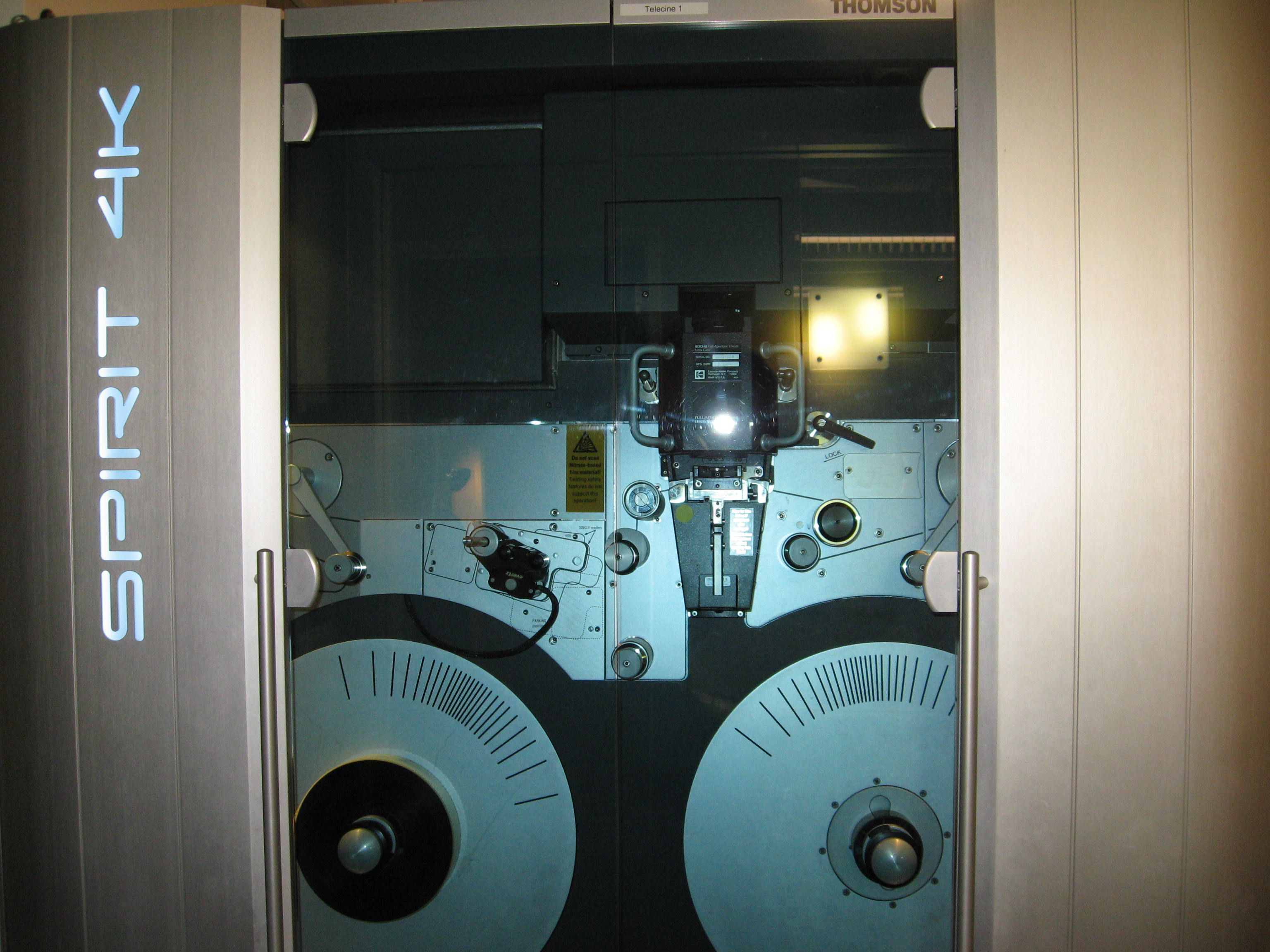
Spirit Datacine 4k amb les portes tancades
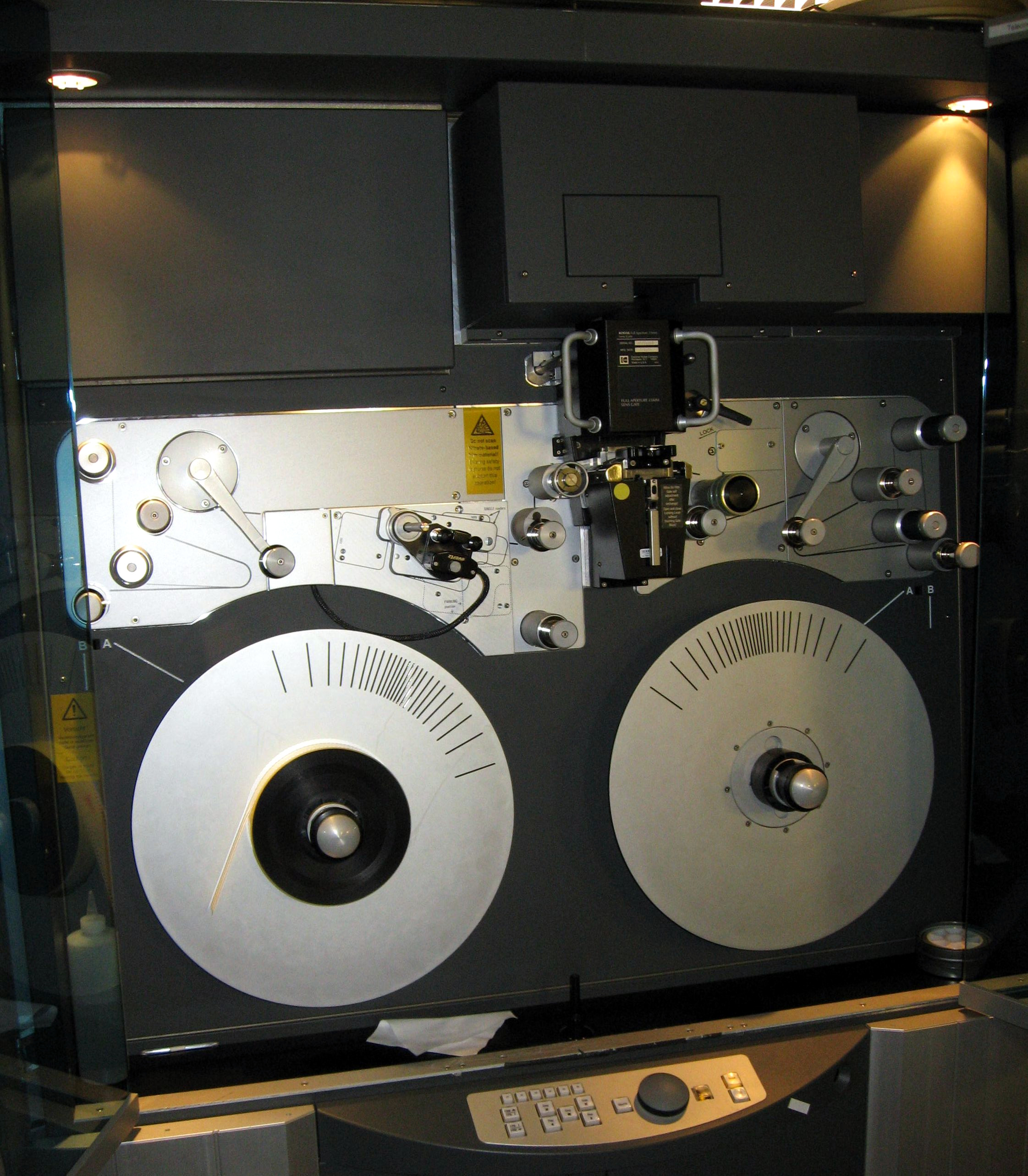
Spirit Datacine 4k amb les portes obertes
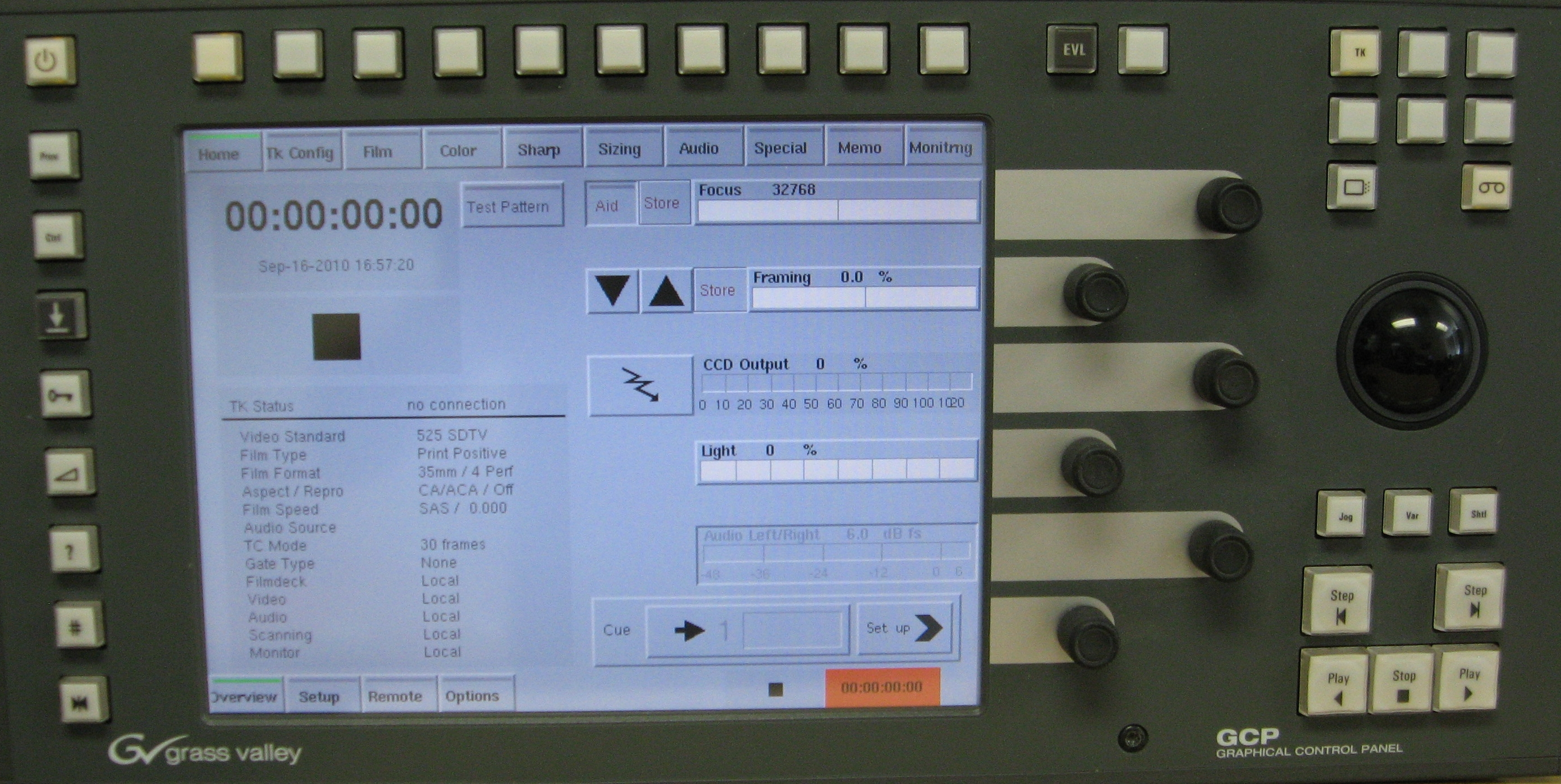
Tauler de control GCP per a Spirit Datacine
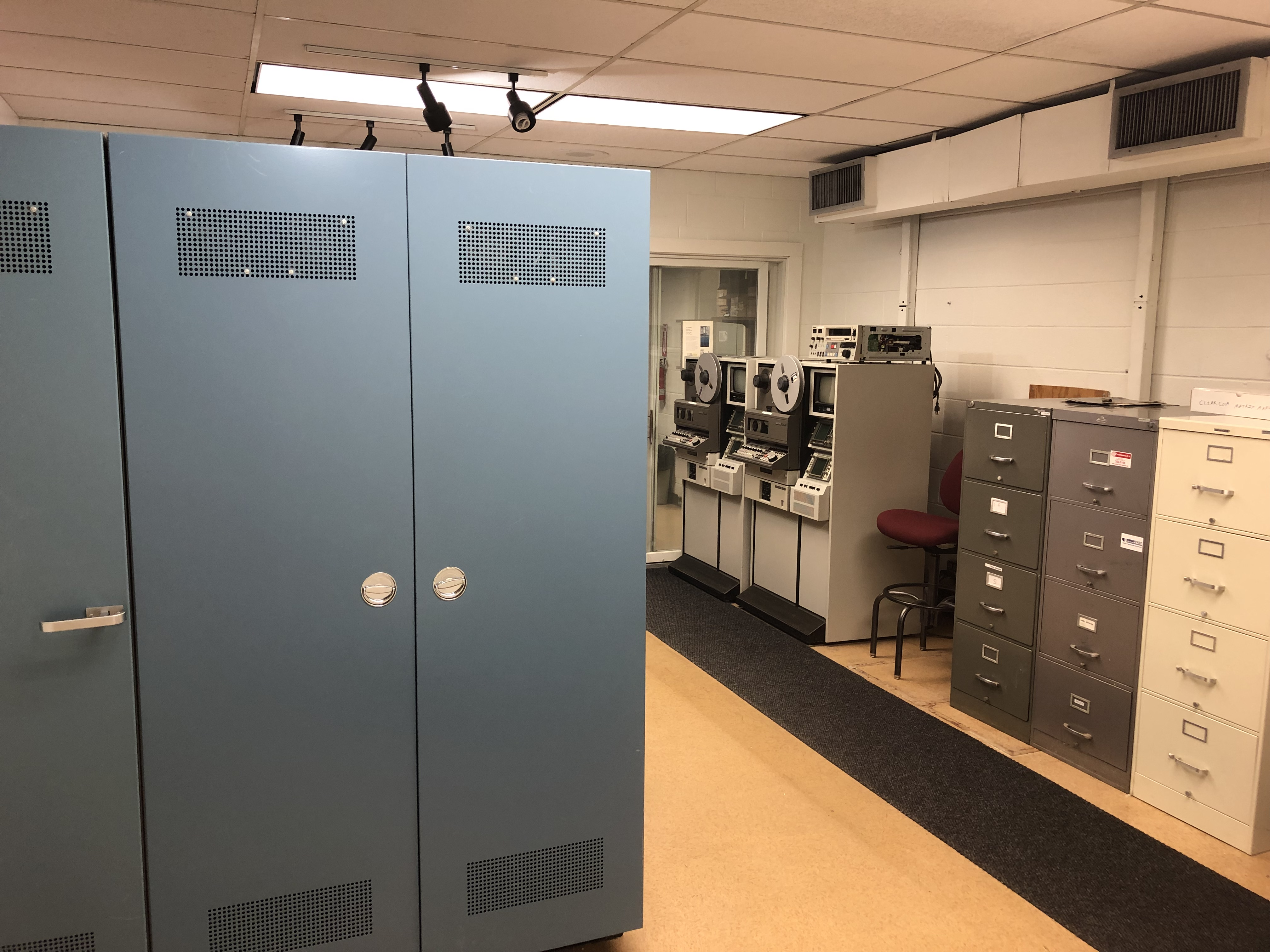
Una sala de telecines.